# Tisočletnica Hrvaškega kraljestva
Tisočletnica Hrvaškega kraljestva (hrvaško Tisućita obljetnica Hrvatskoga Kraljevstva) je bila tisoča obletnica domnevnega kronanja hrvaškega kralja Tomislava, ki je tradicionalno datirana v leto 925, ki se je praznovala leta 1925.
Praznovali so ga po vsej Kraljevini SHS, njegov cilj pa je bil utrditi hrvaško narodno zavest v novih družbenopolitičnih odnosih po razpadu Avstro-Ogrske in nastanku južnoslovanske države pod vladavino srbske dinastije Karađorđević.
Zamisel o obeleževanju tisočletnice Hrvaškega kraljestva so leta 1906 dali člani Družbe »Bratje Hrvaškega Zmaja« in za leto ustanovitve kraljevine samovoljno vzeli 925, ko je bil Tomislav v pismu papeža Janeza X. (914–928) na cerkvenem koncilu v Splitu imenovan za kralja (dilecto filio Tamisclao, regi Crouatorum).
V okviru obeležitve je Družba »Bratje Hrvaškega Zmaja« med leti 1906 in 1946 postavila spominke in spominske plošče pomembnim osebam in dogodkom iz hrvaške zgodovine po vsej Kraljevini SHS.